# Scaphomorphus
Scaphomórphus — рід жуків родини Довгоносики (Curculionidae).

## Зовнішній вигляд
Жуки дрібних та середніх розмірів: 3,0-17,3 мм у довжину. Основні ознаки цього роду:
- серединний кіль головотрубки, якщо є, невисокий, блискучий і прямий
- 2-й членик їх джгутика вусиків більш або менш квадратний і коротший за 1-й, але приблизно такої ж самої довжини, як решта члеників, з 3-го по 6-й
- очі овальні або видовжено-овальні, за очима, на передньому краї передньоспинки короткі війки, які звичайно не довші, ніж половина ширини ока
- опукла середня частина передньоспинки вкрита білими лусочками різного розміру
- такі ж самі лусочки вкривають і більшу частину поверхні надкрил
- стегна не мають зубчиків, лапки на більшій частині нижньої поверхні вкриті підошвами, кігтики зрослися лише при самій своїй основі
- черевце знизу із невеличкими блискучими голими ділянками, на кожній з яких є лусочкоподібна щетинка

Зовні Scaphomorphus дуже схожі на жуків роду Lixus і часом їх важно розрізнити. Докладний опис морфології Scaphomorphus дивись, а фотографії —.

## Спосіб життя
Життєвий цикл вивчений недостатньо і, мабуть, є типовим для Cleonini. Більше відомостей про види північноамериканської фауни. Ці жуки мешкають на луках, пасовищах, на піщаних дюнах, висохлих руслах річок, у напівпустелях і пустелях, посушливих вічнозелених лісах, гірських місцевостях — на висоті до 4186 м. Імаго найчастіше зустрічаються на рослинах з родини капустяних. Дорослих жуків декількох видів виводили з личинок, знайдених на капустяних і в корінні люпину (родина бобові). Личинки живуть в коренях нижче поверхні ґрунту і заляльковуються у колисочці, збудованій з часток рослинного матеріалу всередині кореня. Більша частина видів активна протягом майже всього року, з ранньої весни до пізньої зими.

## Географічне поширення
Більшість видів цього роду поширена у Неарктиці — від півночі Нікарагуа до півдня Канади. З 19 північноамериканських видів 14 видів мають досить широке поширення на континенті. Шість видів відомі з Палеарктики. Серед останніх — Scaphomorphus vittiger, описаний з Криму, та Scaphomorphus vibex, що зустрічається в українському степу.

## Класифікація
Описано щонайменше 25 видів роду Scaphomorphus. Нижче наведено їх перелік, назви видів української фауни виділено кольором:
| - Scaphomorphus acutipennis Roelofs, 1873 — Японія - Scaphomorphus americanus Csiki, 1934 — Північна Америка - Scaphomorphus boucardi (Chevrolat, 1873) — Північна Америка - Scaphomorphus calandroides (Randall, 1838) — Північна Америка - Scaphomorphus canescens (LeConte, 1876) — Північна Америка - Scaphomorphus collaris (LeConte, 1876) — Північна Америка - Scaphomorphus erysimi (Fall, 1901) — Північна Америка - Scaphomorphus eustictorrhinus Anderson, 1987 — Північна Америка - Scaphomorphus foveolaticollis Ter-Minasian, 1989 — Східний Сибір, Монголія - Scaphomorphus frontalis (LeConte, 1876) — Північна Америка | - Scaphomorphus infrequens Anderson, 1987 — Північна Америка - Scaphomorphus longinasus Anderson, 1987 — Північна Америка - Scaphomorphus microlepis Ter-Minasian, 1972 — Монголія - Scaphomorphus notolomus Anderson, 1987 — Північна Америка - Scaphomorphus pallasi Faust, 1890 — Іран, Казахстан, Східний Сибір, Китай, Монголія - Scaphomorphus placidus Csiki, 1934 — Північна Америка - Scaphomorphus pleuralis (LeConte, 1858) — Північна Америка - Scaphomorphus poricollis (Mannerheim, 1843) — Північна Америка - Scaphomorphus puberulus (LeConte, 1876) — Північна Америка - Scaphomorphus quadrilineatus (Chevrolat, 1873) — Північна Америка - Scaphomorphus subcylindricus Casey, 1891 — Північна Америка - Scaphomorphus texanus (LeConte, 1876) — Північна Америка - Scaphomorphus trivittatus (Say, 1831) — Північна Америка - Scaphomorphus vibex (Pallas, 1781) — Україна, Іран, Казахстан, Західний і Східний Сибір, Монголія, Далекий Схід, Узбекистан, Північна Америка - Scaphomorphus vittiger Guerin-Meneville, 1833 — Україна (Крим) |